# Gregorio da Montelongo
Gregorio da Montelongo (Ferentino, 1200 circa – Cividale del Friuli, 8 settembre 1269) è stato un patriarca cattolico italiano, patriarca di Aquileia dal 1251 al 1269.

## Biografia
Nacque da Lando di Montelongo, appartenente a una famiglia imparentata con i conti di Segni, cui apparteneva anche papa Innocenzo III, cugino del padre. La casata era originaria di Montelongo (map) (territorio tra Ferentino, Fumone e Alatri). Fu dapprima legato papale in Lombardia dal 1238, dove guidò la coalizione delle città guelfe contro l'Imperatore Federico II. Nel 1247 fu inviato da papa Innocenzo IV a Parma per guidare la difesa della città nell'assedio che si concluse nel febbraio dell'anno successivo con la vittoria dei parmigiani. Nel 1251 venne nominato patriarca di Aquileia (anche se per la consacrazione si dovrà attendere il 1256); qui egli guidò la fazione guelfa contro gli alleati di Federico II, in risposta Corrado IV (erede e figlio di Federico II) sobilla i comuni istriani alla rivolta.
Gregorio si impegnò inoltre per preservare e rafforzare l'integrità territoriale e spirituale del Patriarcato: partecipò alla crociata contro Ezzelino III da Romano, essendo presente di persona alla difesa di Padova (settembre 1255) e inviando truppe ai crociati fino al 1257; riuscì inoltre ad occupare l'enclave austriaca di Pordenone (1262). 
Cessata la minaccia rappresentata dai ghibellini e particolarmente da Ezzelino, fu la questione istriana a turbare l'ultima fase del patriarcato di Gregorio. 
La città di Capodistria aveva invaso nel 1267 il territorio di Parenzo, i cui abitanti si dichiararono sudditi di Venezia. Quest'ultima accettò la dedizione, "salvi però i diritti del patriarca". Gregorio e Alberto I di Gorizia si erano da poco accordati di intervenire insieme contro Capodistria per confermare la sovranità del patriarca, in cambio di una spartizione equa del bottino di guerra. Contrariamente a quanto pattuito, il conte Alberto si accordò segretamente con Capodistria e altri nobili friulani per catturare Gregorio a Villanova dello Judrio, nei pressi di Rosazzo. Il patriarca era a letto e fu costretto a salire a piedi scalzi su un asino, il 20 luglio 1267, per essere condotto a Gorizia. Successivamente, Alberto I, alleatosi con il duca di Carinzia Ulrico III, fece assassinare Alberto da Collice, vicedomino vescovo di Concordia e il suo seguito presso il colle di Medea (1268). Per la liberazione del patriarca Gregorio fu necessario l'intervento di papa Clemente IV, il quale scomunicò Alberto di Gorizia e affidò le sorti del prigioniero a un collegio arbitrale di cui facevano parte il re Ottocaro e l'arcivescovo Ladislao di Salisburgo, Vladislao. Il 27 agosto Gregorio annunciò pubblicamente con una lettera la propria liberazione, e tornò a Cividale, allora capitale della Patria.
Gregorio non dimenticò l'affronto ma morì mentre era nuovamente impegnato nelle operazioni militari contro lo stesso Alberto. Siglò inoltre nel 1268 un accordo con la Serenissima in cui si fissavano i confini delle rispettive pertinenze in Istria, territorio che continuerà ad essere lungamente conteso fra i due stati.
Sul fronte della politica interna il patriarca concesse il castello di Cassacco in feudo alla nobile famiglia di Montegnacco (1254) e un mercato a Tolmezzo (1258).

## Successione apostolica
La successione apostolica è:
- Arcivescovo Leone da Perego, O.Min. (1245)